# Бровін Сергій Олександрович
Сергій Олександрович Бровін (рос. Сергей Александрович Бровин; 30 липня 1976, м. Челябінськ, СРСР) — російський хокеїст, центральний нападник. 

## Біографія
Виступав за: «Металург» (Магнітогорськ), «Мечел» (Челябінськ), «Газовик» (Тюмень), «Кедр» (Новоуральськ), «Мостовик»/«Зауралля» (Курган), «Трактор» (Челябінськ), «Динамо-Енергія» (Єкатеринбург), «Автомобіліст» (Єкатеринбург), «Южний Урал» (Орськ).

## Досягнення
- Срібний призер чемпіонату Росії (1998).